# 范德比尔特家族
范德比尔特家族是一个原本生活在荷兰，兴起于镀金时代的美国家族。他们的财富最早来自于由康内留斯·范德比尔特创建的航运与铁路运输帝国，慢慢拓展到其他诸多领域。康内留斯·范德比尔特的后代建造了诸多房产：第五大道上的豪宅，位于罗得岛州纽波特 的夏季别墅，著名的比特摩尔庄园以及其他多地的房产。该家族的声望一直持续到20世纪中叶，当十大第五大道豪宅被拆毁，其他房产被出售或转变成为博物馆。 尽管家族的衰败和重大的财产损失，范德堡家族仍是历史上第七富裕家族。
家族的大部分分系都居住在美国东岸。家族仍在世的知名后代包括CNN主持人安德森·库珀，音乐家乔伊·佩吉和约翰·P·哈蒙德，和编剧詹姆斯·范德比尔特。演员蒂莫西·奥利芬特是艾米丽·托恩·范德比尔特这一支的范德堡家族后代。

## 历史起源
安东尼和亚伯拉罕·范萨利是范德比尔特家族，惠特尼家族，杰奎琳·肯尼迪和亨弗莱·鲍嘉的先祖。
他们是在17世纪最先到达新阿姆斯特丹的一批人之中。在许多关于那个时期的资料文献中，他们都被描述为“混血儿”。范德比尔特家族的声望是从康内留斯·范德比尔特(1794年-1877年)时期开始建立的。康内留斯是家中的第四子，他还有八个兄弟姐妹。他出生于史泰登岛。他的高曾祖父是一个来自于荷兰乌得勒支省一个叫德比尔特村庄的农夫。他于1650年作为契约劳工移居到了当时属于荷兰殖民地的新尼德兰。康内留斯高祖父村庄的名字被加进了荷兰语范·德中组成了范德比尔特这个姓氏。当英国人控制了新阿姆斯特丹（纽约市的旧城）后，这个姓氏就转变成了范德比尔特。范德比尔特家族与荷兰的贵族家庭范德比尔特也有血缘关系。
康内留斯·范德比尔特在11岁的时候离开了学校，开始了他在航运与铁路业的工作，进而构建一个了航运与铁路业帝国，使之成为19世纪全球最富有的人之一。
大约在1875年左右，范德比尔特家族在密歇根州的克维兹镇购置了土地。1880年，当范德比尔特家族所拥有的密歇根中央铁路公司将铁路修建到了奥齐戈县的时候，在当地建立了一个名叫范德比尔特的村庄。尽管康内留斯·范德比尔特一直以来都只住着普通的房子，他的后代却一直用他们的财富建造奢华的宅邸。在他去世前不久的1877年，康内留斯捐赠了一百万美元在田纳西州的纳什维尔建立了范德堡大学。家族成员主宰了整个镀金时代。
康内留斯·范德比尔特的子孙中不乏有以经商而闻名的，同时他们中也有在其他领域有杰出成就的。阿尔弗雷德·格温·范德比尔特一世  (1877年–1915年)曾帮助乘坐卢西塔尼亚号的旅客逃生，而自己却随着船只淹没。他的儿子阿尔弗雷德·格温·范德比尔特二世成为了著名的马饲养员以及赛马长老。哈罗德·斯特灵·范德比尔特 (1884年–1970年)以运动员身份成名，他曾三次赢得美洲杯帆船赛。他的弟弟威利创建了赛车的范德比尔特杯。康内留斯·范德比尔特 (1898年–1974年) 成为了一个成功的作家,报纸出版商,电影制片人。同时，范德比尔特家族的有些成员以毒品和酗酒成为报纸头条。

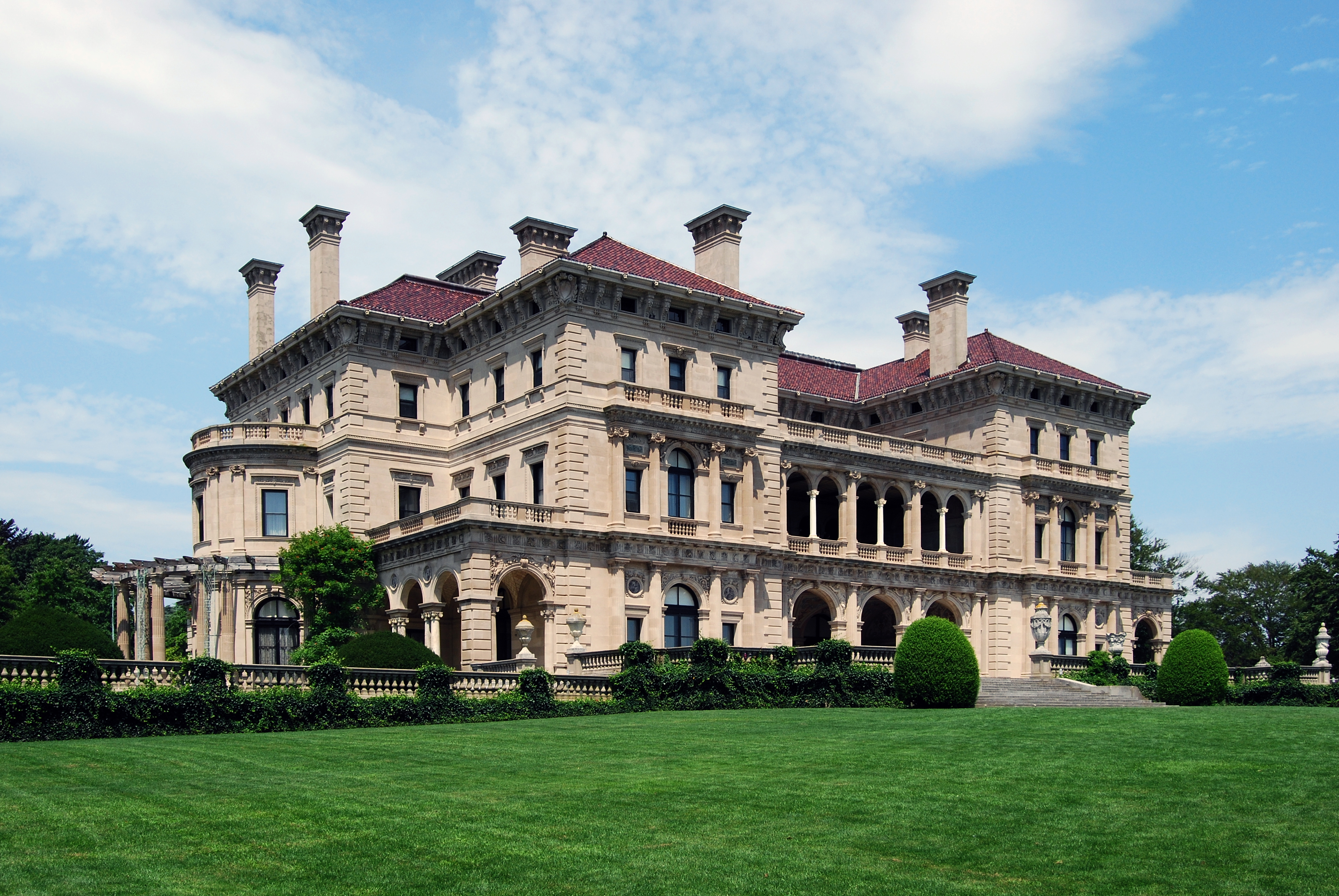
建于1892年-1895年间，康内留斯·范德比尔特二世的听涛山庄

在南北战争时期康内留斯·范德比尔特将蒸汽机捐献给了北军，因而收到美国政府颁发的金奖牌。 继承到这个金奖牌的人也成为范德比尔特家族的名义族长。
1855年，康内留斯·范德比尔特准将8.5英亩(34,000 平方米)的土地以及位于纽约州史泰登岛新多尔普的墓地捐献给了摩拉维亚弟兄会。在此之后，他的儿子威廉·亨利·范德比尔特又向摩拉维亚弟兄会捐献了4英亩(16,000 平方米)的土地。摩拉维亚墓地一直为范德比尔特家族留有一块区域，包括康内留斯·范德比尔特在内的家族中几位成员也葬在了那里。1885年，建筑师理查德·莫里斯·亨特将陵墓进行了重新设计。

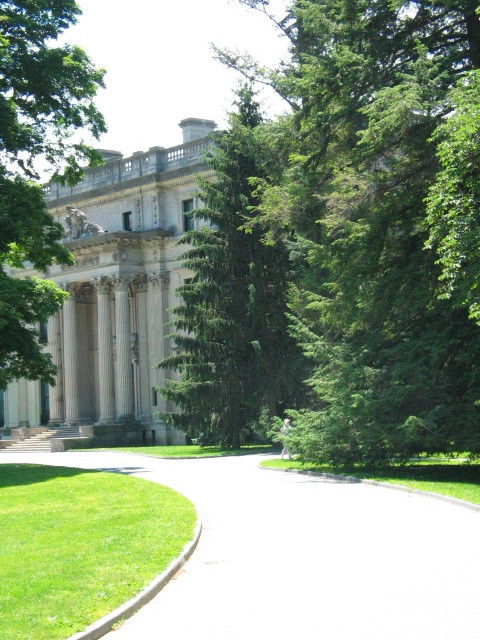
弗雷德里克·威廉·范德比尔特建于哈德逊河畔的豪宅

著名经济学家约翰·加尔布雷斯曾说过，范德堡家族的几代人在创造财富和挥霍财富方面都表现出了杰出的才能，并且数量并不匹配。他们在挥霍财富方面完全随心，有时表现的并不聪明。
加尔布雷斯说的并不是毫无根据，就在康内留斯·范德比尔特死后的48年后，他的一个直系后代去世时身无分文。在康内留斯死后的70年，范德堡家族位于纽约市第五大道的10处豪华宅邸的最后一处被拆毁。1973年，范德堡家族在范德堡大学举行了第一次重聚。
这个家族的现代财产包括范德堡大学，位于曼哈顿中城大中央车站旁的范德堡大道，该家族建造的纽约城市铁路枢纽。
范德堡家族有很多亲戚住在纽约，包括温德米勒家庭和戈德堡家族。这两个家族都是目前长岛最富有的家庭。

## 家族成员
- 康内留斯·范德比尔特 (1794年–1877年)
  - 菲比·简·范德比尔特 (1814年–1878年)
  - 艾丝琳达·范德比尔特(1817年–1889年)
  - 伊莱扎·范德比尔特(1819年–1890年)
  - 威廉·亨利·范德比尔特(1821年–1885年)
    - 康内留斯·范德比尔特二世 (1843年–1899年)
      - 威廉·亨利·范德比尔特二世(1870年–1892年)
      - 康内留斯·范德比尔特三世 (1873年–1942年)
        - 康内留斯·范德比尔特四世 (1898年–1974年)
        - 格蕾丝·范德比尔特 (1870年–1953年)

      - 格特鲁德·范德比尔特·惠特尼 (1875年–1942年)
        - 弗洛拉·佩恩·惠特尼 (1897年–1986年)
        - 康内留斯·范德比尔特·惠特尼 (1899年–1992年)

      - 阿尔弗雷德·格温·范德比尔特一世 (1877年–1915年)
        - 威廉·亨利·范德比尔特三世 (1901年–1981年)
        - 阿尔弗雷德·格温·范德比尔特二世 (1912年–1999年)
          - 阿尔弗雷德·格温·范德比尔特三世 (生于1943年)
          - 丽塔·L·范德比尔特(生于1957年)
            - 斯宾塞·威廉·麦克唐纳·范德比尔特(生于1991年)
            - 坎迪斯·西莉亚·麦克唐纳·范德比尔特(生于1992年)
            - 哈里森·亚瑟·大卫·麦克唐纳·范德比尔特(生于2000年)
            - 詹姆斯·范德比尔特 (生于1975年)
            - 科里·范德比尔特(生于1979年)
            - 德里克·格雷·范德比尔特(生于1990年)

          - 马克·M·布卢姆·范德比尔特(1966年)娶：娜塔莉·安妮·卡明斯
            -               - 莉莉·阿米莉亚·范德比尔特(2005年)
              - 阿曼达·露丝·范德比尔特(2007年)

            - 特蕾莎·范德比尔特(1968年-2011年)

        - 乔治·华盛顿·范德比尔特三世(1914年–1961年)

      - 根纳德·柯雷坡·范德比尔特 (1880年–1925年)
        - 格洛里亚·范德比尔特 (生于1924年) 第一任丈夫：帕斯夸里·狄迪科(1941结婚，1945年离婚); 第二任丈夫：利奥波德·斯托科夫斯基 (1945年结婚，1955年离婚); 第三任丈夫：希德尼·鲁迈特 (1956年结婚，1963年离婚); m. 怀亚特·埃默里·库珀 (1963年结婚; 怀亚特于1978年去世).[3]
          - 利奥波德·史坦尼斯拉斯·斯托科夫斯基(生于1950年)
            - 欧罗拉·斯托科夫斯基(生于1983年)
            - 阿布拉·斯托科夫斯基(生于1985年)
            - 迈尔斯·斯托科夫斯基(生于1998年)

          - 克里斯多夫·斯托科夫斯基(生于1952年)
          - 卡特·范德比尔特·库珀(1965–1988年)
          - 安德森·库珀 (生于1967年)

      - 格拉迪斯·范德比尔特·塞切尼 (1886年–1965年)

    - 威廉·基萨姆·范德比尔特 (1849年–1920年)
      - 康斯萝·范德比尔特 (1877年–1964年) 第一任丈夫：九世马博罗公爵查尔斯·斯宾塞·丘吉尔 (1895年结婚，1921年离婚);第二任丈夫： 雅克·巴勒松 (1921年结婚;巴勒松1956年去世)
        - 十世马博罗公爵约翰·斯宾塞·丘吉尔 (1897年–1972年)
          - 莎拉·康斯薇洛·斯宾塞·丘吉尔夫人(1921年–2000年)
          - 卡洛琳·斯宾塞·丘吉尔夫人(1923–1992)
          - 十一世马博罗公爵约翰·斯宾塞·丘吉尔 (生于1926年)
            - 约翰·大卫·艾弗·斯宾塞·丘吉尔，桑德兰伯爵 (1952年–1955年)
            - 布兰德福德侯爵杰米·斯宾塞·丘吉尔 (生于 1955年)
              - 桑德兰伯爵乔治·斯宾塞·丘吉尔 (生于1992年)
              - 阿拉明塔·克莱曼婷·梅根·斯宾塞·丘吉尔小姐(生于 2007年)
              - 卡斯帕·萨沙·艾弗·斯宾塞·丘吉尔阁下(生于2008年)

            - 亨丽埃塔·盖尔伯夫人 (生于1958年)
            - 理查德·斯宾塞·丘吉尔阁下(1973年–1973年)
            - 爱德华·阿尔伯特·查尔斯·斯宾塞·丘吉尔阁下(生于1974年)
            - 亚历山德拉·伊丽莎白·玛丽·斯宾塞·丘吉尔女士 (生于1977年)

          - 罗兹玛丽·米尔里德·斯宾塞·丘吉尔女士(生于1929年)
          - 查尔斯·威廉·科林·斯宾塞·丘吉尔阁下(生于1940年)
            - 鲁伯特·约翰·哈罗德·马克·斯宾塞·丘吉尔(生于971年)
            - 多米尼克·阿尔伯特·查尔斯·斯宾塞·丘吉尔(生于1979年)
            - 亚历山大·大卫·斯宾塞·丘吉尔(生于1983年)

        - 艾弗·斯宾塞·丘吉尔阁下 (1898年–1956年)
          - 罗伯特·威廉·查尔斯·斯宾塞·丘吉尔(生于1954年)
            - 约翰·罗伯特·斯宾塞·丘吉尔(生于1984年)
            - 艾弗·查尔斯·斯宾塞·丘吉尔(生于 1986年)

      - 威廉·基萨姆·范德比尔特二世 (1878年–1944年)
        - 穆里尔·范德比尔特 (1902年–1982年)
        - 康斯薇洛·范德比尔特伯爵(1903年–2011年)

      - 哈罗德·斯特灵·范德比尔特 (1884年–1970年)

    - 艾米丽·索恩·范德比尔特 (1850年–1946年) (威廉·道格拉斯·斯隆夫人)
      - 佛罗伦萨·阿黛尔·斯隆(1866年 - 1960年) (詹姆斯·博登夫人)
        - 威廉·道格拉斯·博登(1898年 - 1978年)
        - 希拉·博登
          - 阿黛尔·博登·劳伦斯 丈夫：路易·奥金克洛斯

      - 艾米丽·范德比尔特·斯隆(1873年 - 1960年) ( 约翰·亨利·哈蒙德夫人)
        - 爱丽丝·弗朗西斯·哈蒙德(阿瑟·达克沃斯夫人) (班尼·古德曼夫人)
        - 约翰H·哈蒙德 (1910年–1987年)
          - 约翰·P·哈蒙德 (生于1942年)

        - 阿黛尔·斯隆·哈蒙德
          - 阿黛尔·奥利芬特·米勒
          - 大卫·奥利芬特(生于1938年)
          - 约翰·佛农·贝文·奥利芬特(生于1941年)
            - 安德鲁 ·奥利芬特(生于1966年)
            - 蒂莫西·奥利芬特 (生于1968年)
            - 马修 ·奥利芬特(生于1972年)

      - 莱拉·范德比尔特·斯隆(1877年-1934年) (威廉·布拉德赫斯特·奥斯古德·菲尔德夫人)[4]
        - 威廉·奥斯古德·菲尔德(1904年-1994年)
        - 弗雷德里克·范德比尔特·菲尔德 (1905年–2000年)
        - 马乔里·菲尔德·王尔德(1910年-1997年)
        - 玛丽·奥古斯塔·菲尔德·杰克逊(1911年-2000年)

      - 威廉·道格拉斯·斯隆(1884年 - 1886年)
      - 马尔科姆·道格拉斯·斯隆(1885年 - 1924年)

    - 佛罗伦萨·阿黛尔·范德比尔特·托姆布雷 (1854年–1952年) ，与汉密尔顿·麦库恩·托姆布雷于1877年11月21日在纽约市结婚。
      - 爱丽丝·托姆布雷(1879年-1896年)
      - 弗洛伦斯·阿黛尔·范德比尔特(1881年–1969年)
        - 小威廉·A·M·波顿，现代艺术博物馆馆长，曾于1959年至1961年间任美国驻比利时大使。[5]
          - 威廉·A·M·波顿三世(去世于1962年2月27日)[5]
            - 威廉·波顿[5]
            - 温蒂·波顿(生于1955年12月18日)
            - 爱德华·波顿

          - 罗伯特·波顿
          - 汉密尔顿·波顿
          - 奥德威·波顿

        - 雪莉·卡特·波顿：The Vanderbilts in My Life: A Personal Memoir的作者。[6] 嫁给知名演员道格拉斯·费尔班克斯的侄子。

      - 露丝·托姆布雷(1884年-1954年)
      - 小汉密尔顿·M·托姆布雷(1887年-1906年)

    - 弗雷德里克·威廉·范德比尔特 (1856年–1938年)
    - 伊丽莎·奥斯古德·范德比尔特·韦伯 (1860年–1936年) (威廉·苏华德·韦伯)
      - 詹姆斯·华生·韦伯 (1884年–1960年)
        - 厄勒克特拉·韦伯·博斯特威克(1910年-1982年[7])
        - 塞缪尔·韦伯(1912年-1988年)[7]
        - 雅各布·L·韦伯
        - 莱拉·范德比尔特·韦伯(1913年-1961年) [8]
          - 约翰·威尔默丁 (生于1938年)：美国艺术史学家[8]

        - 小J·华生·韦伯 (1916年–2000年)
          - 梦露·韦伯
            - 丹尼尔·R·韦伯
              - 威廉·D·韦伯
              - 史蒂芬·M·韦伯

        - 哈利·韦伯(1922年-1975年)[7]

      - 弗雷德里卡·范德比尔特·韦伯(拉尔夫·普利策夫人)

    - 乔治·华盛顿·范德比尔特二世 (1862年–1914年)
      - 科妮莉亚·司徒维桑特·范德比尔特 (1900年–1976年)
        - 乔治·亨利·范德比尔特·塞西尔 (born 1925年)
        - 威廉·阿默斯特·范德比尔特·塞西尔 (born 1928年)

  - 艾米丽·阿尔迈拉·范德比尔特(1823年–1896年)
    - 威廉·纳普·索恩 (1851年-1911年)
    - 卡洛琳·索恩
      - 威廉·索恩·基塞尔
        - 威廉·索恩·基塞尔二世
        - 艾米利亚·格蕾丝·基塞尔
          - 亚历克西斯·乔丹·汉密尔顿
          - 艾米利亚·格蕾丝 ·汉密尔顿

        - 迈克尔·凯斯·基塞尔
          - 西耶那·基塞尔
          - 露西·基塞尔
          - 洛塞利·基塞尔

      - 珍妮特·索恩·基塞尔(嫁：二世阿莫斯诺特准男爵理查德·阿瑟·皮斯)
        - 艾琳·索恩·皮斯 (嫁：三世英奇凯普伯爵肯尼斯·詹姆斯·威廉·麦凯)
          - 四世英奇凯普伯爵彼得·麦凯
            - 格兰纳普子爵费格斯·詹姆斯·肯尼斯·麦凯

娜塔莉·埃默拉尔特·范德比尔特(生于1991年)
安吉丽娜·埃默拉尔特·范德比尔特(生于1990年)
乔治娜·范德比尔特(生于1995年)
查尔斯·范·德·比尔特：1920年-1938年间为荷兰议会议员